# Rivallo
Rivallo o Rival (in gallese Rriallon; fl. VIII-IX secolo a.C.) fu un sovrano leggendario della Britannia, come racconta Goffredo di Monmouth.
Era figlio di re Cunedagio, ma le fonti contrastano sulla datazione del suo regno: 811-765 a.C.-797 a.C., 767-743 a.C. Il suo regno fu devastato da molti disastri, anche se è ricordato da Goffredo di Monmouth come un re saggio. Gli succedette il figlio Gurgustio.